# Саостейн, Эйнар
Эйнар Вернер Саостейн (фин. Einar Werner Sahlstein; 30 мая 1887, Куопио — 6 марта 1936, Хельсинки) — финский гимнаст, бронзовый призёр летних Олимпийских игр 1908.
На Играх 1908 года в Лондоне Саостейн участвовал только в командном первенстве, в котором его сборная заняла третье место.